# (37391) Ebre
(37391) Ebre (2001 XB) – planetoida z grupy pasa głównego asteroid okrążająca Słońce w ciągu 3,63 lat w średniej odległości 2,36 j.a. Odkryta 1 grudnia 2001 roku.